# Kapfenberger SV
A Kapfenberger SV egy osztrák labdarúgóklub, melynek székhelye Kapfenbergben található. A klubot 1919-ben alapították Kapfenberger SC néven. 1947-ben nevezték át Kapfenberger SV-re.

## Jelenlegi keret
2008. január 29. szerint.
| #  |           | Poszt | Név                 |
| -- | --------- | ----- | ------------------- |
| 1  | szlovákia | K     | Kamil Susko         |
| 2  | ausztria  | KP    | René Pitter         |
| 4  | ausztria  | V     | Dominique Taboga    |
| 5  | cseh      | V     | Milan Fukal         |
| 6  | ausztria  | V     | Thomas Schönberger  |
| 7  | ausztria  | CS    | Herbert Wieger      |
| 8  | ausztria  | KP    | Andreas Lienhart    |
| 9  | horvát    | CS    | Pero Pejić          |
| 10 | ausztria  | CS    | David Sencar        |
| 11 | ausztria  | CS    | Arno Kozelsky       |
| 12 | ausztria  | K     | Alexander Schachner |
| 13 | ausztria  | KP    | Stefan Erkinger     |
| 14 | ausztria  | KP    | Markus Felfernig    |
| 15 | cseh      | KP    | Patrik Siegl        |
| 16 | USA       | CS    | Damon Wilson        |
| 17 | ausztria  | V     | Miroslav Milosevic  |

| #  |          | Poszt | Név                                         |
| -- | -------- | ----- | ------------------------------------------- |
| 18 | ausztria | CS    | Bernd Bernsteiner                           |
| 19 | horvát   | CS    | Deni Alar                                   |
| 20 | ausztria | KP    | Boris Hüttenbrenner                         |
| 21 | ausztria | KP    | Michael Liendl                              |
| 22 | ausztria | V     | Andreas Rauscher                            |
| 24 | ausztria | KP    | Claudio Lipp                                |
| 25 | ausztria | KP    | Kevin Maritschnegg                          |
| 26 | ausztria | K     | Patrick Kostner                             |
| 28 | szerbia  | CS    | Srdjan Pavlov                               |
| 30 | togo     | V     | Éric Akoto                                  |
| 31 | ausztria | V     | Patrick Osoinik                             |
| 32 | ausztria | KP    | Robert Schellander                          |
| 33 | cseh     | V     | Miroslav Štěpánek (kölcsönben a Hamburgtól) |
| 36 | ausztria | K     | Martin Eisl                                 |

## Játékosok kölcsönben
| #  |          | Poszt | Név                                                |
| -- | -------- | ----- | -------------------------------------------------- |
| –– | ausztria | K     | Patrick Kostner (kölcsönben az ASK Baumgarten nél) |
| –– | ausztria | KP    | Philipp Seebacher (kölcsönben az SV Bad Ausseenél) |

| #  |          | Poszt | Név                                                         |
| -- | -------- | ----- | ----------------------------------------------------------- |
| –– | ausztria | CS    | Oliver Wohlmuth (kölcsönben az SV Leibnitz Flavia Solvanál) |

## Híres játékosok
- Gerald Fuchsbichler
- Ignaz Puschnik
- Vladimir Petrovic
- Miodrag Vukotic
- Leszek Kuznowicz
- Tomislav Knez
- Marian Suchancok
- Senad Tiganj
- Bernard Vukas

## Külső hivatkozások
- Hivatalos honlap (németül)